# カテリーナ・ヴァシリヴナ・ビロクール

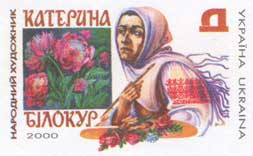
2000年に発行された記念切手

カテリーナ・ヴァシリヴナ・ビロクール（宇: Білокур Катерина Василівна）は、ソビエト社会主義共和国連邦出身の芸術家である。1900年7月11日に、後にソビエト社会主義共和国連邦の構成国の一つであるウクライナ・ソビエト社会主義共和国領となるロシア帝国ポルタヴァ州ピリヤチンスキー地区ボフダニフカ村で生まれ、1961年6月10日にウクライナ・ソビエト社会主義共和国キーウ州ヤゴティン地区ボフダニフカ村で歿した。20世紀の素朴芸術におけるウクライナの代表的存在である。
キーウのペチェールシク大修道院に併設されるウクライナ国立装飾芸術博物館には、1935年作の「ブリキの後ろの花（宇: Квіти за тином）」、1940年作の「花とガマズミの木（宇: Квітах та калині）」並びに「野の花（宇: Квітах та калині）」、1944年から1947年の連作「緑豊か（宇: Буйна）」及び1945年作の「装飾花（宇: Декоративні квіти）」など、花の静物画のコレクションが収蔵されている。
2015年6月と7月に、キエフの国立文化美術館複合施設「アート・アーセナル」で回顧展が開催された。

## 栄典・顕彰

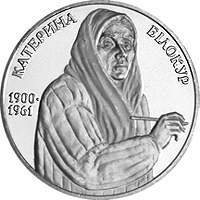
カテリーナ・ビロクールの肖像が描かれた記念硬貨

- 1951年に「ウクライナ・ソビエト社会主義共和国の名誉ある芸術家」の称号が授与された[3]。
- 1956年に「ウクライナ・ソビエト社会主義共和国人民芸術家」の称号が授与された[4]。
- 1977年に、ボフダニフカ村の自宅は記念博物館となった[5][6][注 1]。
- 2000年の生誕100年を記念し、記念硬貨並びに記念切手が発行された。
- ジャホティンには記念碑がある。
- キーウのカテリーナ・ビロクール通りは彼女にちなんで名付けられた[注 2]

## 関連書誌
- “Belokur, Yekaterina Vasil'yevna”. Who was who in the USSR (英語). Metuchen: Scarecrow Press. 1972年. ISBN 0810804417.
- Катерина Білокур (ウクライナ語). Kyïv: Родовід. 2010年. ISBN 9667845672.

## 脚註

### 註釈
1. ↑  ウクライナ語版ウィキペディアには、カテリーナ・ビロクール邸博物館に関する記事「uk:Музей-садиба Катерини Білокур」がある。
2. ↑  ウクライナ語版ウィキペディアには、カテリーナ・ビロクール通りに関する記事「uk:Вулиця Катерини Білокур」がある。